# Ryd
Il Ryd è un quartiere residenziale nella città di Linköping (nella Svezia orientale), meglio nota per ospitare la maggior parte del corpo studentesco dell'università di Linköping (Linköping universitet, LiU). Gli studenti vivono in abitazioni ad essi specificatamente assegnate. Molte di queste hanno la forma di stanze di corridoio, dove gli studenti hanno una propria stanza fornita di servizi privati ed una cucina condivisa.
L'architettura del Ryd è tipica del progetto di edilizia popolare Miljonprogrammet del 1965-1974, con l'eccezione del Ryds Herrgård (noto anche come Herrgår'n o semplicemente come HG), fatto come una casa padronale, che serve come pub e club studentesco.
I residenti del Ryd spesso si riferiscono al Ryd studentesco (in svedese Studentryd) in opposizione al cosiddetto Ryd delle persone (Människoryd), abitato prevalentementemente da non studenti. A Linköping, il Ryd ha una reputazione di essere un quartiere abbastanza malfamato, principalmente a causa del fatto che il "Ryd delle persone" consiste esclusivamente di appartamenti relativamente economici dati in affitto, che sono attraenti per persone con basso reddito. Nel 2007, il 27% degli abitanti del Ryd era nato fuori dalla Svezia.